# José Álvarez Huerta
José Álvarez Huerta (Santisteban del Puerto, Jaén, España, 22 de octubre de 1946) es un exfutbolista español que se desempeñaba como delantero.

## Clubes
| Club            | País   | Año       |
| --------------- | ------ | --------- |
| Córdoba C. F.   | España | 1965-1970 |
| C. D. Málaga    | España | 1970-1974 |
| U. D. Salamanca | España | 1974-1977 |